# カトちゃんケンちゃん
『カトちゃんケンちゃん』（KATO chan & KEN chan）は、ハドソンより1987年11月30日に発売された日本のPCエンジン用ゲームソフト。北米版でのタイトルは『JJ&Jeff』となっている。

## 概要

### 日本国内版
ジャンルはアクションゲームで、HuCARDで発売された。TBS系列で放送されていたバラエティ番組『加トちゃんケンちゃんごきげんテレビ』（1986年 - 1992年）を題材にしており、その中の1コーナーである「THE DETECTIVE STORY（探偵物語）」をモチーフとしている。ただ、タレントゲームとして作られたため、肖像権の許可こそ受けているものの、同番組と直接タイアップしたものではなかった。
内容は探偵のカトちゃん（加藤茶）とケンちゃん（志村けん）が活躍する横スクロールのアクションゲームで、目的は誘拐された資産家を救出しに行くこと。
途中ステージ間のワープがあったり、相方が回復アイテムやコインをばらまく雲の上の世界があるなど、ステージ構成としては『スーパーマリオブラザーズ』（1985年）に、プレイ感覚は『ワンダーボーイ』（1986年）と似ている。難易度は非常に高く、知らないと進めないであろう場所が多数存在する。一発アウトでなくライフ制であるが、プレイヤーの喰らい判定が大きくダメージを受けやすい傾向がある。またスリップのしやすさから、狭い足場から落ちて転落死というのが頻繁に発生する。しかし、詰みなどの攻略不能な状況となるような理不尽さはない。
当時ハドソンの社員だった高橋名人（高橋利幸）も難易度の高さを指摘していたが、開発メンバーは「今の子供なら、これくらいはすぐにクリアするよ」と思い込みそのまま制作された。
また本作の特徴としてプレイヤーキャラクターのグラフィックが取り沙汰されることも多い。『大技林』などの徳間書店発行の裏技冊子では「とにかくキャラの表情がリアルなのが印象的」と紹介されており、その外見は『ユーズド・ゲームズ（のちのGAME SIDE）』の紹介記事で「二頭身で顔だけリアル」と表現されていた。

### 日本国外版『J.J. & Jeff』
本作は日本国外である『TurboGrafx-16』では仕様が変わっており、加藤が「J.J.」（ジェイ・ジェイ）に、志村が「Jeff」（ジェフ）という架空のキャラクターを使ったタイトルに変更されている。また、ゲーム中のアクションはしゃがむと後方に噴射する「オナラ攻撃」がスプレーによる前方攻撃に変更されていたり、立ちションの描写が削除、野糞が狼、子猫の被り物をして茂みに潜んでいるという演出に変更されている。国内ではPCエンジン mini（北米版：TurboGrafx-16 mini、欧州版：PC Engine Core Grafx mini含む）に追加タイトルとして収録されるが、ローカライズ（日本語化）はされない。北米やヨーロッパでは2007年6月15日、Wiiのバーチャルコンソールで配信されるが国内では配信されていない。

## システム
敵キャラクターや障害物に触れるもしくは一定時間が経過する度にバイタリティゲージが減っていき、ゲージが0になるとミスとなってプレイヤーが減る。また、穴に落ちてもミス。プレイヤーの残り人数が無くなるとゲームオーバーとなる。
バイタリティゲージは途中に出てくるアイテムの食べ物を取ったり、スロットマシーン（後述）で特定の図柄を揃えるといくらか回復できる。また隠し部屋に入って相方からのヒントを聞けば全回復する。
使用できる攻撃は「キック」と「踏みつけ」と「オナラ」である。キックはステージにあるヒントやスロットマシーンの部屋の扉を開いたり、先に進むための仕掛けを作動させたりすることができる最も重要な動作である。一定時間しゃがむことによってオナラ攻撃ができ、アイテムのフライドポテトを取ることによってその飛距離が伸びる。オナラでないと倒せない敵もいる。またステージ中に相方が「だいじょぶだぁ太鼓」を叩く部屋があり、ここに行くと一定時間無敵となる（『加トちゃんケンちゃんごきげんテレビ』では太鼓を叩くのは志村のみだったが、本作ではプレイヤーが志村の場合は加藤がだいじょうぶだぁ太鼓を叩く）。
途中様々な所でコインを得ることができ、このコインはスロットマシーンに使うことができる。スロットマシーンで当たればバイタリティゲージを回復させたり、バイタリティゲージの最大値（初期値が10目盛、最高20目盛まで）を増やしたり、残りのキャラクター数を増やしたりもできる。
本作にはコンティニュー機能が搭載されており、「GAME OVER」の表示が出ている間にIボタン・IIボタン・RUNボタンを同時に押すことでエリアの最初から再開できる。回数は無限。このコンティニューの操作は説明書にも掲載されている。

## アイテム
カギ、コイン、ポテト、カレー、ハチ助は初めから画面に出ていない隠しアイテムである。これらのアイテムはごみ箱、背景の柵、消火栓、バス停、看板、時には何も無い空間をキックすることによって出現する。
- チェリー - バイタリティが2目盛回復。
- メロン -バイタリティが2目盛回復。
- ハンバーガー - バイタリティが4目盛回復。
- カップラーメン - バイタリティが全回復。
- カギ - ボスのいる面に行くために必要。
- コイン - スロットマシーンをするために必要。
- フライドポテト - オナラが遠くまで飛ぶようになる。
- カレー - バイタリティ・ゲージが2目盛増え、満タンになる。
- ハチ助 - プレイヤーの残数が1人追加（1UP）される。

## スロットマシーン
スロットマシーンへの部屋は前述のとおり扉などから進むことができる。道中で入手するコインが必要で、スロット1回転につき1〜5枚コインをBETできる。ハチ助、ハンバーガー、ポテト、カン、コイン、ハエの6種類の図柄があり、停止した図柄の組み合わせにより様々な効果を得られる。以下にその組み合わせおよび効果を示す。出目欄中の「 - 」の図柄は問わない。
| 左出目       | 中出目       | 右出目       | 効果                                                   |
| ------------ | ------------ | ------------ | ------------------------------------------------------ |
| ハチ助       | ハチ助       | ハチ助       | プレイヤーの残数が（BET数×2）追加                      |
| ハチ助       | ハチ助       | －           | プレイヤーの残数がBET数分追加                          |
| ハンバーガー | ハンバーガー | ハンバーガー | プレイヤーの残数がBET数分追加                          |
| ポテト       | ポテト       | ポテト       | プレイヤーの残数がBET数分追加                          |
| カン         | カン         | カン         | プレイヤーの残数がBET数分追加                          |
| ハチ助       | －           | －           | バイタリティ・ゲージのMAXを（BET数×2）目盛上昇し全回復 |
| ハンバーガー | ハンバーガー | －           | バイタリティ・ゲージのMAXを（BET数×2）目盛上昇し全回復 |
| ポテト       | ポテト       | －           | バイタリティ・ゲージのMAXを（BET数×2）目盛上昇し全回復 |
| カン         | カン         | －           | バイタリティを（BET数×2）目盛回復                      |
| ハンバーガー | －           | －           | バイタリティを（BET数×2）目盛回復                      |
| コイン       | コイン       | コイン       | コインを（BET数×10）枚獲得                             |
| コイン       | コイン       | －           | コインを（BET数×5）枚獲得                              |
| ハエ         | ハエ         | ハエ         | コインを（BET数×5）枚獲得                              |
| コイン       | －           | －           | コインを（BET数×2）枚獲得                              |

上表以外の組み合わせはすべてハズレとなる。

## 隠しフィーチャー
アイテムと同様、これらもほとんどがキックによって発見できる。
ボーナスステージ
特定のポイントをキックするとステージ間移動のものと同じようなゴンドラが降りてくる場合があり、これに乗ると雲の上の世界に行くことができる。ここでは相方が空中から次々と食べ物やコインを投げてくるので、それらを上手くキャッチしながら進んでいく。ジャンプに失敗するなどして画面下へ落下するとその場でボーナスステージ終了になる。
隠しドア
壁や何も無い空間をキックすると突然ドアが現れるという場所も存在する。通常のドアと同じようにヒント面やスロット面などに行くことができる。
ハンマーゴング
特定の街灯や椰子の木、壁のパイプなどに隠されている。ポイントをキックすると出現したハンマーが上がってゆき、キックした瞬間の移動速度に応じて得点が入る。このとき、最高速だと頂上のゴングが鳴って1UPする。

## ステージ構成
最初に2人のうちのいずれかをプレイヤーキャラクターとして選択する。すると、もう一方が道中でいろいろと邪魔をしたりヒントを与えてくれたりするキャラクターになる。
ゲームは6つのフィールドで構成され、各フィールドは4つのエリアで構成されている。各フィールドの最後のエリア（エリア4）にはボスキャラクターがいて、これを倒すことによって次のフィールドに進むことができる。ボスキャラクターの待つシーンに到達するには各フィールドのエリア3に隠されている「鍵」が必要である。そのため、鍵を持たずにエリア4に到達してもエリアの途中から先に進むことができず、その付近に設置してある緑のスプリングに乗り大ジャンプするなどして前のエリアに戻って鍵を探す羽目になる）。
なお、ボスキャラクターは腰より上にキックを当てるしかダメージを与えることはできない。プレイヤーの足は非常に短いためキックの当たり判定が小さく、これがボス戦の難易度を上げる要因となっている。
フィールド6のボスを倒すとエンディングが流れる。2周目以降はなく、1周で終了となる。エンディングはショートコントの後、敵キャラクター紹介（キャストロール）とスタッフロールが流れる。

## キャラクター

### プレイヤーキャラクター
カトちゃん（加藤）
日本国外：J.J.（ジェイ・ジェイ 金髪オールバック）
足は遅いがスリップしにくい。選択しなかった場合は、ハゲオヤジ姿などで出てきて定番ギャグを披露する。ケンちゃんよりも圧倒的に使いやすい。
ケンちゃん（志村）
日本国外：Jeff（ジェフ 赤毛にサングラス）
足は速いがスリップしやすい。選択しなかった場合は、バカ殿様などの定番ギャグを披露する。
本作では足が速くてもそれほど得にはならないため、ケンちゃんの方が上級者向けである（得られる情報も攻略のためのヒントよりは、高得点を得るためのヒントが多くなる）。ジャンプ力は両者とも同じであるが、滞空時間はケンちゃんの方が短い。

### 敵キャラクター

#### ザコキャラクター
特記したもの以外は「キック」と「踏みつけ」で倒すことができる。踏みつけで倒す場合、着地せずに連続的に踏みつけると得点に倍率がかかる（×1→×2→×4→×8→×10→×20。以降×20のまま）。踏みつけのあと、着地前にキックで倒したり、アイテムを取ったときも同様。
トメゾウ（TOMEZOU）

毛虫のような敵。木からぶら下がったような感じで上下に往復している。50点。
プライマス（PLAIMAS）

ハエのような敵。編隊を組み、サインカーブを描きながら飛んでくる。50点。
バーバード（BARBIRD）

鳩のような敵。糞（ウントー）を落としてくるものもいる。100点。
モーリン（MORLIN）

モグラのような敵。地面から出現し、プレイヤーに向かって飛び掛ってくることもある。200点。
シンドラー（SHINDLER）

ネズミのような敵。モーリンと似た動きだが、画面の端や上方から現れる。200点。
ガジャブー（GAJABOO）

ブルドッグのような敵。まっすぐに移動し、たまに立ち止まって吠える。踏みつけは効かない。エンディングによると目が良くないらしい。200点。
ロッキージャック（ROCKY JACK）

転がってくる岩。ボスが投げてくることもある。ゴムでできているらしい。100点。
マッキー&タッキー（MACKY AND TACKY）

焚き火。触れると火だるまになり、体力の残量に関係なく一撃でミスとなる。無敵でのみ倒せる。火の玉を飛ばすものもある。500点。
カニブンケ（KANIBUNKE）

蟹のような敵。左右に往復する。姿勢が低く、キックを当てることができない。
美味しいらしい（解説より）。50点。
ラーディッシュ（LARDISH）

魚のような敵。海から突然飛び出してくる。100点。
ペモペモ（PEMOPEMO）

ラッコのような敵。踏みつけかキックで倒せる貝殻（50点）を飛ばしてくる。無敵でも倒せないが、上に乗ることが可能。
ミッドフォー（MID4）

障害物となるイソギンチャク。キックするとアイテムや足場が出ることもある。無敵で倒せる。500点。
ウニボウ（UNIBOW）

ウニのような敵。海面で上下に跳ねている。50点。
サンダーボーイ（THUNDY BOY）

カミナリ様。上空から雷を落としてくる。無敵でのみ倒せる。わがままな性格らしい。1000点。
タリネード（TALINADE）

小型の竜巻。地面をウロウロしているものと飛び跳ねるものがいる。50点。
ヘロボーイ（HEROBOY）

ヘリコプターの形をしている。サインカーブを描いて飛ぶがプライマスと違って単独で現れることが多く、オナラが効かない。ワイヤーで吊られているらしい。200点。
ノンターファミリー（NONTER FAMILY）

サングラスを掛けたスーツ姿の男。向かってくるだけのものと空き缶を投げながら逃げるものがいる。200点。
ハッシー（HUSSY AND FIRE HUSSY）

恐竜のような生物。倒すには鼻先にオナラを当てるしかない。後半になると火を吐く「ファイアハッシー」が出現するようになる。接触ダメージが10なので、バイタリティの最大値が上がっていればぶつかっても辛うじて助かる場合がある。4000点（無敵時の体当たりは1000点）。首は長いが胴は小さく手足は短い。
コハッシー（KO HUSSY）

ハッシーの子供。ガジャブーと同じ動きで吠えることもある。キック、オナラで倒せるが踏みつけは効かない。
解説に「LIKE A DOG」と書かれていて、犬に似ているらしい。500点。
ウントー（UNTO）
とぐろを巻いた大便。ブロックをの中から出てくることもあり、地面に落ちて少し経つと消える。見た目からは信じられないが踏みつけで倒せる。100点。
クリボウ
栗のイガ。プレイヤーが近づくと木から落ちてくる。50点。
デンチャ
動かない岩。無敵でないと倒せない。500点。
ドッシュ
岩ツララ。プレイヤーが近づくと落下し、地面に当たると砕ける。100点。
ウイロン
人魂。プレイヤーの周りを漂う。無敵のほかはオナラしか効かない。500点。
キッドナッツ
野球ボール。画面下から大きな放物線を描いて飛んでくる。踏み付けで倒せる。50点。
ヤシボウ
椰子の実。プレイヤーが近づくと椰子の木から落ちてくる。100点。
特大サイズのやかん
正式名称不明。特定地点の相方をキックすると最多で4個上から降ってくる。キックか無敵で倒せる。1000点。
空き缶
正式名称不明。相方やノンターファミリーが投げつけるものと、空のエリアで突然上から落ちてくるものがある。踏み付けかキックで倒せる。50点。

#### ボスキャラクター
各フィールドのエリア4のゴールを通過すると、一画面分のボスとの決戦場に切り替わる。ボスはフィールドによって服の色と顔が異なるが、いずれも屈強な大男で、左右に移動しながら時折ジャンプしたり岩（ザコキャラクターの「ロッキージャック」）を投げて攻撃するというのが基本的な行動パターンとなる。ボスがジャンプして着地するときに地面にいると、振動で舞い上げられて一瞬操作不能になる。弱点は腰から上（上半身）なので、攻撃するには接近してジャンプキックしなければならない。各20000点。フィールドが進むごとに耐久力や移動速度、攻撃頻度が増していく。
モフィード（MOFEED）
BOSS OF FIELD1
フィールド1のボス。キック4発で倒せる。動きは緩慢で攻撃もゆるい。
リグル・コング（WRIGGLE GONG）
BOSS OF FIELD2
フィールド2のボス。キック4発で倒せるが動きがやや早く、その分攻撃の頻度も高い。
ヘビー・メルダー（HEAVY MELDER）
BOSS OF FIELD3
フィールド3のボス。キック5発で倒せる。動きはリグルゴングとほぼ同じ。
ヤーマン"Z"（YARMAN Z）
BOSS OF FIELD4
フィールド4のボス。キック5発で倒せる。ヘビーメルダーより激しく攻撃してくる。
グレート・パパ（GREAT PAPA）
BOSS OF FIELD5
フィールド5のボス。今までのボスよりスピードが圧倒的に速く、倒すにはキック6発が必要。
ダブル・ヘッダー（DOUBLE HEADER）
BOSS OF FIELD6
フィールド6のボス（最終ボス）。グレートパパより攻撃が激しくて速い。キック6発で倒せる。

## 移植版
| No. | タイトル    | 発売日                      | 対応機種                                                    | 開発元   | 発売元                           | メディア                              | 型式 | 売上本数 | 備考                                          |
| --- | ----------- | --------------------------- | ----------------------------------------------------------- | -------- | -------------------------------- | ------------------------------------- | ---- | -------- | --------------------------------------------- |
| 1   | J.J. & Jeff | 2007年5月28日 2007年6月15日 | Wii                                                         | ハドソン | ハドソン                         | ダウンロード （バーチャルコンソール） | -    | -        |                                               |
| 2   | J.J. & Jeff | 2020年3月19日               | PCエンジン mini TurboGrafx-16 mini PC Engine CoreGrafx mini | ハドソン | コナミデジタルエンタテインメント | プリインストール                      | -    | -        | 販売地域を問わず北米版（J.J. & Jeff）を収録。 |

## スタッフ
- エグゼクティブ・プロデューサー：野沢勝広
- プログラマー：野沢勝広、金田孝司、安田圭吾
- ゲーム・プランナー：浦敏治、奥村めぐみ、高津敏之
- ゲーム・デザイナー：野沢勝広、安田圭吾、金田孝司、高津敏之
- BG・デザイナー：山本次行、進藤司、松田泰一、佐藤裕
- キャラクター・デザイナー：山本次行、輪島智美、山口もと
- サウンド・エフェクト：笹川敏幸、滝本利昭
- ミュージック・プログラム：笹川敏幸
- ミュージック：国本剛章

## 評価
- ゲーム誌『ファミコン通信』の「クロスレビュー」では5・6・7・5で合計23点（満40点）、『PC Engine FAN』の読者投票による「ゲーム通信簿」での評価は以下の通り19.95点（満30点）となっている[1]。また、この得点はPCエンジン全ソフトの中で335位（485本中、1993年時点）となっている。

| 項目 | キャラクタ | 音楽 | 操作性 | 熱中度 | お買得度 | オリジナリティ | 総合  |
| 得点 | 4.09       | 3.33 | 3.26   | 3.19   | 3.10     | 2.99           | 19.95 |

- ゲーム本『懐かしゲーム機大百科 PCエンジン完全ガイド 1987-1999』では、選択しなかった方の主人公が道中で様々な形で出現することや演出などについて肯定的に評価した他、オナラ攻撃などの下品さも元となった番組譲りのものであると指摘、さらに2頭身だが顔だけがリアルな主人公の造形は「不気味さはあれどゲームの雰囲気づくりに一役買っている」と肯定的に評価した[8]。しかし、本作が高難易度であることを指摘し、移動時にスリップしやすい操作性は慣れが必要になるとも言及した[8]。